# Szano Tóru
Szano Tóru (Sizuoka, 1963. november 15. –) japán válogatott labdarúgó.

## Nemzeti válogatott
A japán válogatottban 9 mérkőzést játszott.

## Statisztika
| Japán válogatott | Japán válogatott | Japán válogatott |
| Időszak          | Mérk.            | gól              |
| ---------------- | ---------------- | ---------------- |
| 1988             | 5                | 0                |
| 1989             | 1                | 0                |
| 1990             | 3                | 0                |
| Összesen         | 9                | 0                |